# دانشگاه آزاد اسلامی واحد آستارا
دانشگاه آزاد واحد آستارا (Dāneŝgāhe Āzāde Āstārā) در سال ۱۳۶۶ خورشیدی با دو رشته تحصیلی الهیات در مقطع کارشناسی و کشاورزی در مقطع کاردانی در آستارا تأسیس شد. افزایش رشته‌های تحصیلی این دانشگاه در گرایشهای مختلف علوم انسانی، علوم پایه، کشاورزی و علوم پزشکی به ۳۲ رشته تحصیلی تا سال ۱۳۸۸ افزایش یافت. در سال‌های ۱۳۹۰–۱۳۸۸ با تلاشهای فعال و مستمر مدیریت فعلی تأسیس رشته‌های تحصیلی جدید با یک جهش فوق‌العاده به ۷۳ رشته در مقطع کارشناسی و ۹ رشته در مقطع کارشناسی ارشد افزایش یافت و هم‌اکنون نیز این فعالیت ادامه دارد. در حال حاضر دانشگاه آزاد اسلامی واحد آستارا یکی از واحدهای مهم و قطب علمی منطقه ۱۷ دانشگاه آزاد اسلامی در غرب استان گیلان محسوب می‌گردد. همینک در دانشگاه آزاد آستارا سه هزار نفر دانشجو در مقاطع مختلف تحصیلی از کاردانی تا کارشناسی ارشد در حال تحصیل می‌باشند، در زمینه تحصیلات تکمیلی، نوزده رشته در مقطع کارشناسی ارشد و هفت رشته دکترای تخصصی در این واحد ایجاد شده‌است. بسیج دانشجویی دانشگاه آزاد آستارا از امضاءکنندگان نامهٔ «بخشنامه حجاب» خطاب به حمید میرزاده رئیس دانشگاه آزاد بودند.